# Novalis (álbum)
Novalis es el segundo álbum del grupo alemán de rock: Novalis, publicado en 1975 por la discográfica Brain Records.
El disco está dedicado al poeta Novalis e incluye sus versos en dos de sus letras. El resto del álbum, mayormente melódico, es una fusión de rock progresivo, rock sinfónico, música clásica y la identidad propia del grupo. 

## Lista de Canciones
Todas las canciones escritas y compuestas por Novalis. 
| Novalis |                                  |          |  |
| N.º     | Título                           | Duración |  |
| 1.      | «Sonnengeflecht»                 | 04:08    |  |
| 2.      | «Wer Schmetterlinge Lachen Hört» | 09:16    |  |
| 3.      | «Dronsz»                         | 04:57    |  |
| 4.      | «Impressionen»                   | 08:59    |  |
| 5.      | «Es Färbt Sich Die Wiese Grün»   | 08:19    |  |
| 35:26   |                                  |          |  |

### Detalles de Algunos de los Sencillos
- El sencillo "Wer Schmetterlinge Lachen Hört" La letra de la canción se corresponde con el poema de Novalis del mismo nombre.[1]
- El sencillo "Impressionen" está basada en la Sinfonía n.º 5 en Si bemol mayor de Bruckner.[2]
- El sencillo "Es Färbt Sich Die Wiese Grün"  La letra de la canción se corresponde con el poema de Novalis del mismo nombre.[3]